# Lingenau (herb szlachecki)

Wizerunek herbu w stylizacji Tadeusza Gajla

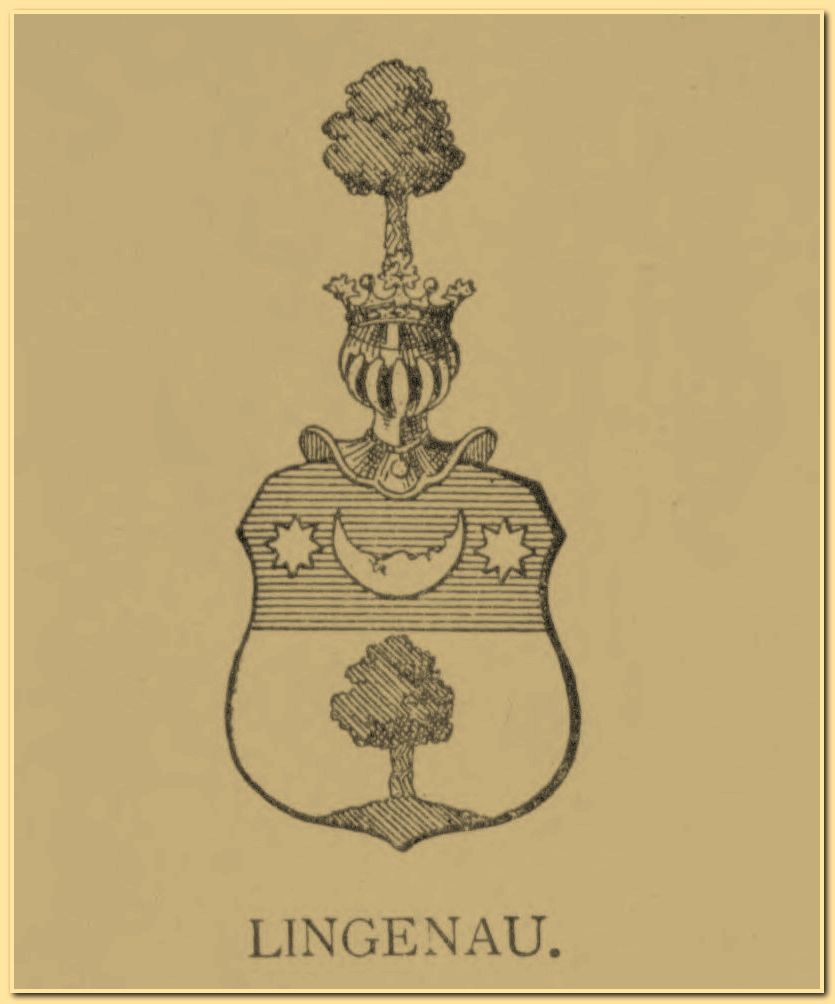
Wizerunek herbu z Księgi herbowej rodów polskich J.Ostrowskiego

Lingenau – polski herb szlachecki z nobilitacji. 

## Opis herbu
Opis herbu z wykorzystaniem klasycznych zasad blazonowania:
Na tarczy ściętej, w polu górnym błękitnym srebrny półksiężyc między dwoma równoramiennymi srebrnymi gwiazdami, w polu dolnym srebrnym  drzewo na zielonym pagórku
Klejnot: Na hełmie w koronie drzewo.

Labry: powinny być srebrne podbite błękitem.

## Najwcześniejsze wzmianki
Herb nadany wraz z nobilitacją Stanisławowi Lingenau w 1775, zatwierdzony przez króla Stanisława Augusta 12 maja 1784. 

Wizerunek w Księgach Kanclerskich niekolorowy.

## Herbowni
Jedna rodzina herbownych (herb własny): 
Lingenau.